# Povelja
Povelja (karta, iz lat. carta) u najširem smislu je dokument koji nekome predaje autoritet ili prava. Na njemu piše kako davatelj službeno prepoznaje primateljeve povlastice koje mu omogućuju korištenje navedenih prava. Može biti darovnica, dokument, povlastica, stari rukopis, ugovor ili ustav.
Davatelj implicitno zadržava nadređenost primatelju, koji pak prihvaća status podređenoga u sklopljenome odnosu.
Povelja se uglavnom u povijesti koristila kao važan kraljevski ili državni dokument.